# Râul Nârnova
Nârnova este un râu situat în partea central-vestică a Republicii Moldova. Râul se varsă în Prut, în apropierea localității Leușeni.